# Синьото око
Синьото око е карстов извор, обявен за природна забележителност. Бележи началото на река Бистрица, къса река в южна Албания. 
Обявен е за природна забележителност през 1996 г. Изворната вода изглежда синя и бистра, както и реката, откъдето и името ѝ. Дълбочината на извора е неизвестна. Дебитът е 6 куб.м. в секунда, а температурата на водата е неизменна – 10 градуса по Целзий. 